# ジャスパー・フォード

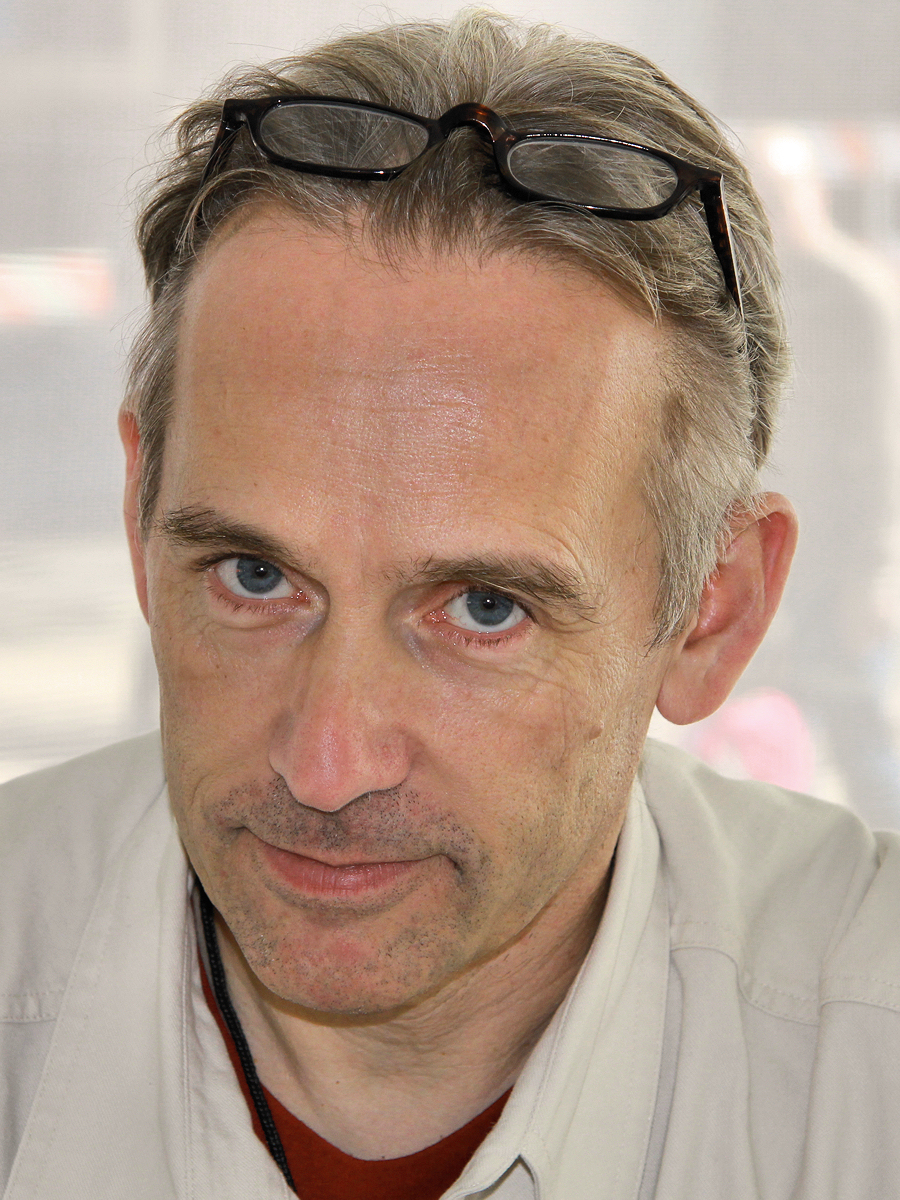
ジャスパー・フォード

ジャスパー・フォード（Jasper Fforde、1961年1月11日 - ）は、イギリス・ロンドン生まれのSF作家。
10歳で映画監督を志し、高校卒業後、映画業界で撮影助手を約10年務めた。その後、小説を書き始め、短編多数と5本の長編を書くが、いずれも出版社から拒否され、原稿不採用の通知を76通受け取る。
6本目の長編、文学刑事サーズデイ・ネクストを主人公とするシリーズがベストセラーになる。2002年、『文学刑事サーズデイ・ネクスト1 ジェイン・エアを探せ！』でクロフォード賞を受賞。
パイロットの免許を持ち、愛機は1937年製のデハビラント・タイガーモス・プロペラ複葉機。

## 著作リスト

### サーズデイ・ネクスト（Thursday Next）シリーズ
- The Eyre Affair (2001年) / 日本語訳『文学刑事サーズデイ・ネクスト1 － ジェイン・エアを探せ!』 (2003年, 田村源二訳, ソニーマガジンズ, ISBN 4-7897-2138-8 )
- Lost in a Good Book (2002年) / 日本語訳『文学刑事サーズデイ・ネクスト2 － さらば、大鴉』 (2004年, 田村源二訳, ソニーマガジンズ, ISBN 4-7897-2361-5 )
- The Well of Lost Plots (2003年) / 日本語訳『文学刑事サーズデイ・ネクスト3 － だれがゴドーを殺したの?』 (2007年, 田村源二訳, ヴィレッジブックス, ISBN 978-4-7897-3047-1 ISBN 978-4-7897-3048-8 )
- Something Rotten (2004年) / 日本語版未訳
- First Among Sequels (2007年) / 日本語版未訳
- One of our Thursdays is Missing (2011年) / 日本語版未訳
- The Woman Who Died a Lot (2012年) / 日本語版未訳

### Nursery Crimesシリーズ
- The Big Over Easy (2005年) / 日本語版未訳
- The Fourth Bear　(2006年) / 日本語版未訳

### The Last Dragonslayer
- The Last Dragonslayer (2010年)  / 日本語訳『最後の竜殺し』(2020年, ないとうふみこ訳, 竹書房文庫, ISBN 978-4-8019-2276-1 )
- The Song of the Quarkbeast (2011年)
- The Eye of Zoltar (2013年)
- Strange and the Wizard (Working title)

### その他
- Early Riser (2018年) / 日本語訳『雪降る夏空にきみと眠る』(2019年, 桐谷知未訳, 竹書房文庫, ISBN 978-4-8019-1923-5 ISBN 978-4-8019-1924-2 )